# Al-Mastumah
Al-Mastumah hoặc Al Mastoume (tiếng Ả Rập: المسطومة) là một ngôi làng ở miền bắc Syria, hành chính một phần của Idlib, nằm cách 7 km về phía nam của Idlib và 60 km về phía tây nam Aleppo. Các địa phương gần đó bao gồm Faylun ở phía tây, Qmenas ở phía đông bắc, al-Nayrab ở phía đông và Ariha ở phía nam. Theo Cục Thống kê Trung ương Syria, al-Mastumah có dân số 6.243 người trong cuộc điều tra dân số năm 2004.

## Lịch sử
Các cuộc khai quật của tell đã xác định được con người sống ở đây trong Bronze và lứa tuổi thời đồ đá mới, tuy nhiên khu vực này được chủ yếu được biết đến như một khu định cư thời đại đồ sắt. Câu nói tại Mastuma cao 18 mét và đường kính 200 mét. Nó được khai quật bởi một nhóm khảo cổ học Nhật Bản từ năm 1980 đến năm 1995.

### Thời kỳ đồ sắt

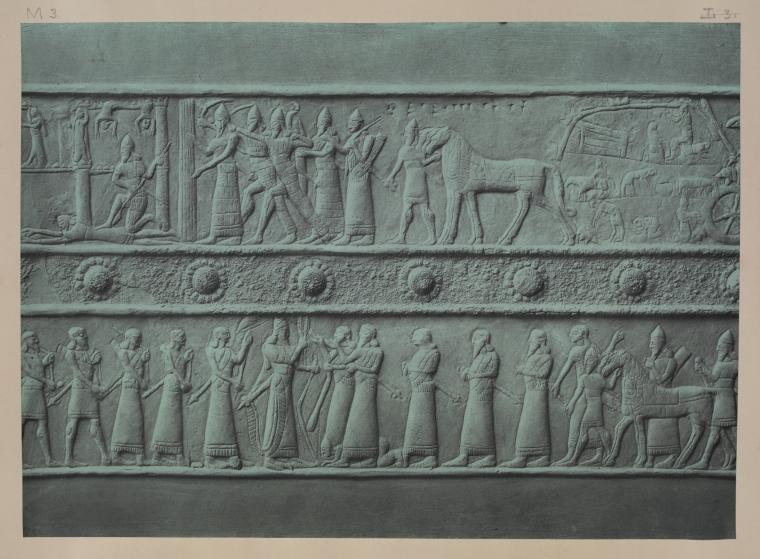
Việc bắt giữ Astamaku, gần Al-Mastumah, được mô tả trên Cổng Balaw

Al-Mastumah nằm gần khu định cư Astamaku của Iron Age I (còn được gọi là Tell Mastuma). Astamaku cách thị trấn Idlib năm km về phía nam. Trong số khoảng 90 thành phố, vua Assyria Shalmaneser III tuyên bố đã chinh phục vương quốc Hamath của Aramaean, Astamaku là người duy nhất được nhắc đến với tên trên Balaw Gates. Thành phố đã được củng cố và được tiếp quản vào năm 848 trước Công nguyên bởi một lực lượng cung thủ Assyria theo những hình ảnh trên cổng. Đó cũng là thành phố xa nhất ở Hamath mà Shalmaneser đã chinh phục trong chiến dịch quân sự của mình. Khu định cư biên giới có đường phố và những ngôi nhà nhỏ cho thấy thị trấn có một thống đốc nhưng chủ yếu là những gia đình nhỏ của các thành viên đồn trú.

### Kỷ nguyên hiện đại
Al-Mastumah được mô tả là "một ngôi làng trong môi trường xanh" của tác giả Robert Boulanger trong những năm 1960. Ông cũng lưu ý "những ngôi nhà hình gò" của ngôi làng, sau đó là một đặc điểm chung của các địa phương phía bắc Syria. Những ngôi nhà được làm bằng gạch bùn và có mái hình nón.
Trong cuộc nội chiến ở Syria đang diễn ra, vào tháng 1 năm 2013, trận chiến dữ dội đã diễn ra giữa phiến quân đối lập và lực lượng thân chính phủ ở al-Mastumah. Theo Đài quan sát nhân quyền Syria (SOHR), một số người không xác định đã thiệt mạng trong các vụ đụng độ hoặc bị xử tử. Trại Đảng Ba'ath của làng được báo cáo đã được chuyển đổi thành một trung tâm giam giữ vào năm 2011 và chứa một kho vũ khí và xe tăng. Ủy ban điều phối địa phương ủng hộ phe đối lập (LCC) tuyên bố rằng 70 người đã thiệt mạng ở vùng Idlib trong khi các lực lượng chiến đấu để kiểm soát al-Mastumah. Các cuộc tấn công trả thù của al-Nusra trong hai vụ tấn công tự sát và ném bom vào các mục tiêu quân sự của chính phủ đã xác định số người bị chính phủ Syria giết chết ở Al-Mustumah là 100 người. Vào ngày 19 tháng 5 năm 2015, sau nhiều ngày đụng độ dữ dội, một liên minh phiến quân Hồi giáo có tên là Quân đội chinh phạt đã chiếm được Al-Mastumah, sau khi lực lượng quân đội Syria buộc phải rút lui.